# محمدحسین نائیجی
محمدحسین نائیجی (زاده ۱۸ شهریور ۱۳۶۹ در تهران) بازیکن فوتبال اهل ایران است. نائیجی سابقه عضویت در تیم باشگاه فوتبال استقلال تهران و باشگاه فوتبال پرسپولیس را دارد. نائیجی در حال حاضر عضو تیم باشگاه فوتبال چادرملو است.